# Acanalat
L'acanalat (en occità, canelat) és un pastisset de la cuina occitana perfumat amb rom, mantega i vainilla. Té vora cinc centímetres d'alçada, però en l'actualitat també se'n fan de petits, dits "mini acanalats", que mesuren uns tres centímetres. L'exterior és una mica dur, com una mena de crosta elàstica, no cruixent. És originari de la ciutat de Bordeus, on es diu que ja es menjaven al segle xviii, però el seu nom en francès, canelé, no apareix escrit fins que, el 1985, el "gremi" oficial d'"acanalats de Bordeus" no s'inscriu oficialment com a organisme. Tampoc hi havia referències del seu nom en occità. El nom li ve de la forma del motllo, que presenta canals o lòbuls.